# 国鉄タキ11350形貨車
国鉄タキ11350形貨車（こくてつタキ11350がたかしゃ）は、かつて日本国有鉄道（国鉄）及び1987年（昭和62年）4月の国鉄分割民営化後は日本貨物鉄道（JR貨物）に在籍した私有貨車（タンク車）である。

## 概要
本形式は、生石灰専用の31t 積タンク車として1981年（昭和56年）5月27日に10両（コタキ11350 - コタキ11359）が川崎重工業にて製作された。1983年（昭和58年）11月24日から1984年（昭和59年）3月30日にかけてタキ11500形貨車20両（コタキ11513 - コタキ11519、コタキ11523、コタキ11543 - コタキ11548、コタキ11550 - コタキ11554、コタキ11556）の専用種別がセメントから生石灰に変更され、日本車輌製造にて改造のうえ本形式に編入された。以上合計30両（コタキ11350 - コタキ11379）が落成した。
記号番号表記は、特殊標記符号「コ」（全長 12 m 以下）を前置し「コタキ」と標記する。化成品分類番号「94」（有害性物質、禁水指定のもの）が標記された。
本形式の他に生石灰を専用種別とする形式には国鉄貨車、私有ホッパ車（4形式）には存在したが私有タンク車では本形式が唯一の存在であった。
所有者は日本カーバイド工業の1社のみであり、その常備駅は北陸本線（現・あいの風とやま鉄道線）の魚津駅であった。
タンク体は、耐候性高張力鋼製であり、荷役方式は圧送式併用のエアスライドである。前記のタキ11500形からの改造車のその改造内容は、荷役装置改造、ブレーキ倍率変更、安全弁取替えであった。
車体色は黒色、寸法関係は新製車とタキ11500形からの改造車とでは違いがありここでは新製車について記す。全長は10,800mm、全幅は2,700mm、全高は3,644mm、台車中心間距離は6,700mm、実容積は34.4m3、自重は14.1t、換算両数は積車4.5、空車1.4であり、台車はコロ軸受・コイルばね式のTR213Cである。
1987年（昭和62年）4月の国鉄分割民営化時には全車（30両）の車籍がJR貨物に継承されたが、1992年（平成4年）4月に最後まで在籍した10両（コタキ11350 - コタキ11359）が廃車となり同時に形式消滅となった。落成後11年と短命な車両であった。